# L'Amour de loin
Vous lisez un « bon article » labellisé en 2023.
Représentations notables
- 2016 : Metropolitan Opera de New York par Robert Lepage

Personnages
- Clémence, comtesse de Tripoli (soprano)
- Jaufré Rudel, troubadour et prince de Blaye (ténor)
- Pèlerin (mezzo-soprano)

L'Amour de loin est un opéra de la compositrice finlandaise Kaija Saariaho sur un livret de l'écrivain franco-libanais Amin Maalouf, créé en 2000 à Salzbourg et inspiré par l'œuvre du troubadour du xiiie siècle Jaufré Rudel.
Le récit se déroule sur cinq actes écrits en français, bien que le livret intègre des passages en langue d'oc, langue du troubadour, lorsque le librettiste reprend des passages des chansons du poète. Vantant les vertus d'un amour de loin et épris sans l'avoir vue de Clémence, la comtesse de Tripoli, charmé par la description qu'en fait Pèlerin — intermédiaire outremer entre les deux — Jaufré Rudel entreprend la traversée de la mer Méditerranée pour la rejoindre. Au terme d'un voyage empli de doutes et d'interrogations, le poète meurt dans les bras de son aimée.
Le succès de ce premier opéra de la compositrice la met au premier plan sur la scène internationale. L'œuvre est la première d'une carrière dans la composition d'ouvrages lyriques pour la scène. L'Amour de loin est également la première collaboration de Kaija Saariaho avec l'écrivain Amin Maalouf ainsi que le metteur en scène américain Peter Sellars, créateur scénique de l'œuvre et de plusieurs autres opéras ultérieurs de la compositrice. La nouvelle production que connaît L'Amour de loin en 2016 au Metropolitan Opera de New York remporte un succès notable et atteste de l'intérêt que suscitent cette œuvre et sa compositrice sur le plan international.

## Historique

### Contexte
Kaija Saariaho, durant le début de sa carrière, est réticente a priori à l'idée de composer une œuvre du genre de l'opéra, dans la lignée du compositeur et chef d'orchestre moderne Pierre Boulez, qui proposait de « dynamiter les maisons d'opéras ». Bien qu'elle affirme en 1984 que ce genre est une forme dépassée, elle entretient un certain intérêt à son égard. Elle est notamment impressionnée par l'opéra d'Olivier Messiaen, Saint François d'Assise, en particulier lors d'une représentation en 1992 mise en scène par Peter Sellars. Elle ne s'y intéresse pas forcément au niveau du langage musical mais plutôt concernant la manière contemplative qu'a l'œuvre d'aborder le chant scénique. Elle est également inspirée par Pelléas et Mélisande de Claude Debussy et Tristan und Isolde de Richard Wagner, qui reprennent également l'entremêlement des thèmes de la mort et de l'amour dans leurs ouvrages. La nouvelle mise en scène de l'opéra d'Oliver Messiaen par Peter Sellars en 1998, et celle d'un Don Giovanni de Mozart la même année, conforte la compositrice dans l’idée que son propre style correspond au genre dramatique de scène.
Kaija Saariaho expérimente le genre lyrique en amont de la composition de L'Amour de loin, qui laisserait penser que tout ce qu'elle compose en 1993 et 2000 est en prévision de son opéra. Elle explore le registre vocal et les techniques informatiques de composition, ainsi que la composition orchestrale avec Du cristal… en 1990, par exemple, et l'espace scénique, avec le ballet Maa de la même année. Son ouvrage de 1980, Study for Life, est déjà une première approche de la théâtralisation de l'œuvre musicale, en ce qu'il met en scène les gestes des danseurs et de la chanteuse, ainsi que des lumières. Château de l'âme, de 1996, pour soprano, chœur et orchestre, est également un jalon dans cette évolution vers l'opéra.
Elle compose la même année l'ouvrage vocal Lonh, qui s'inspire déjà des poèmes de Jaufré Rudel, notamment le chant Langan li jorn son long en mai, et qui est écrit comme un prologue informel du futur opéra. Prévu pour soprano soliste et électronique, l'œuvre explore le thème du Moyen Âge et de l'œuvre du troubadour ; le titre, en occitan, signifie en français « de loin ». Une autre œuvre de la compositrice, Oltra Mar, commandée par l'Orchestre philharmonique de New York et créée un an avant l'opéra et pendant la composition de celui-ci, explore les thèmes musicaux de la mer et du voyage outre-mer, dont certaines parties vocales sont déjà extraites d'un roman d'Amin Maalouf ; le nom de l'ouvrage et son sous-titre Sept préludes au nouveau millénaire démontrent qu'il s'agit d'études en vue de l'écriture de L'Amour de loin. Par ailleurs, on retrouve certains passages de cette composition dans le prélude du quatrième acte de l'opéra, « Mer indigo ».
Plusieurs des compositions de Kaija Saariaho dans les années 1990 tels que Lohn sont écrites pour la soprano Dawn Upshaw, dont les créations lui sont confiées ; le rôle de Clémence dans L'Amour de loin est ainsi imaginé pour elle. Par ailleurs, cette chanteuse jouait déjà le rôle de l'Ange dans le Saint François d'Assise auquel la compositrice assiste en 1992.

### Genèse
L'Amour de loin est une commande du festival de Salzbourg, du théâtre du Châtelet et de l'Opéra de Santa Fe (en). Kaija Saariaho est déjà connue de ce festival pour son petit ouvrage vocal Château de l'âme, qui y est créé en 1996. Gerard Mortier, directeur d'opéra belge ainsi que de ce festival à ce moment-là, avec Peter Sellars, metteur en scène pour le festival, rencontrent la compositrice en 1996 pour discuter de la possible production d'un opéra. Après discussion, ils décident d'engager pour l'écriture du livret l'écrivain Amin Maalouf, qui accepte la proposition ; le projet démarre en 1997. La compositrice explore différentes idées pour la base littéraire de son opéra et découvre au sein d'un livre sur les légendes médiévales de Jacques Roubaud, La fleur inverse. Essai sur l'art formel des troubadours, une biographie sur le troubadour Jaufré Rudel, qui l'incite à pousser ses recherches autour de cette figure. La rédaction du livret de L'Amour de Loin est achevée en février 1999 et la partition est ensuite composée sur dix huit mois entre 1999 et 2000 ; elle est dédiée à Gérard Mortier. Pour la future création de l'ouvrage, Kaija Saariaho s'associe avec le chef d'orchestre Kent Nagano, qui dirigeait notamment une représentation de Saint François d'Assise de 1998 à Salzbourg.

### Création
L'Amour de loin est créé le 15 août 2000 lors du festival de Salzbourg en Autriche par l'Orchestre symphonique de la SWR de Baden-Baden sous la direction de Kent Nagano et mis en scène par Peter Sellars. Les décors y sont assurés par George Tsypin (en) et les costumes par Martin Pakledinas. La mise en scène, par ailleurs très discrète — laissant la place à la musique de Kaija Saariaho — mais se voulant féerique et surnaturelle, intègre de l'eau directement sur tout le sol de la scène, qui est partagée entre deux tours en plexiglas, incarnant les deux mondes séparés par la mer. Les deux personnages sont mis à l'écart symboliquement sur la scène, tous deux plantés sur les tours, qui intègrent une nacelle qui monte et descend au gré de la musique pour Jaufré Rudel et un escalier en colimaçon pour Clémence. La lumière est un élément important de la mise en scène, éclairant les éléments cristallins de plusieurs couleurs, notamment le vert et le bleu de la mer, qui vient également miroiter sur l'eau présente sur le sol.
Lors de la création, l'ouvrage est particulièrement apprécié et fait salle comble pour ses cinq représentations, au point de susciter force applaudissements et standing ovation de la part du public. L'Amour de loin est considéré comme le meilleur opéra de l'année par Humphrey Burton (en) du BBC Music Magazine (en) et Anthony Tommasini (en) du New York Times au cours l'année 2000,.
La même production part en tournée et est reprise au théâtre du Châtelet à Paris à partir du 26 novembre 2001 pour trois représentations avec le Chœur de chambre Accentus et, la même année, au théâtre municipal de Berne puis au Santa Fe Opera Festival au Nouveau-Mexique en 2002, cette fois dirigée par Robert Spano. La création aux États-Unis remporte l'adhésion de l'ensemble des critiques. En 2004, l'ouvrage est repris à l'Opéra national de Finlande à Helsinki avec Esa-Pekka Salonen à la direction et enfin au Festival Al Bustan (en) au Liban en 2005. La partition et le livret sont publiés aux éditions Grasset en 2002 et la représentation finlandaise captée paraît en DVD en 2005.

## Description
L'Amour de loin se déroule en cinq actes sur environ deux heures écrit majoritairement en français, bien que le livret intègre des passages en langue d'oc, langue de Jaufré Rudel, lorsque le librettiste emprunte directement des extraits de chanson au poète,.

### Composition
La partition fait intervenir l'informatique musicale, diffusant notamment la voix de Clémence. Les parties électroniques ont été réalisées en amont par la compositrice et Gilbert Nouno dans les studios de l'Ircam, notamment aux moyens des logiciels de modulation et de synthèse sonores OpenMusic, Resan et Max/MSP. L’échantillonnage préalable des voix et des sons captés en amont, notamment des voix parlées extraites du livret et des bruits d'eau, d'oiseaux et de vent, ainsi que la modulation des instruments, sont modifiés informatiquement pour diffusion spatialisée en temps réel pendant la représentation, à l'aide de haut-parleurs présents dans la salle. Un certain nombre d'instruments ont été sélectionnés pour cela, notamment des percussions, des cymbales et un glockenspiel surtout, ainsi que des contrebasses.
Par ailleurs, les personnages de l'opéra ont leur thème musical traité par électronique, se concrétisant par des accords qui caractérisent chacun d'eux. Le luth avec lequel Jaufré Rudel accompagne ses chants est matérialisé dans l'orchestre par la harpe tandis que Clémence développe un registre proche des modes médiévaux. Quand les deux personnages se rencontrent enfin, leurs structures se croisent et se mélangent avant de terminer sur la même note ; le rôle musical de Pèlerin, principalement un récitatif presque déclamé, est de faire la jonction entre les deux parties, à l'instar des chœurs qui les accompagnent.

### Livret

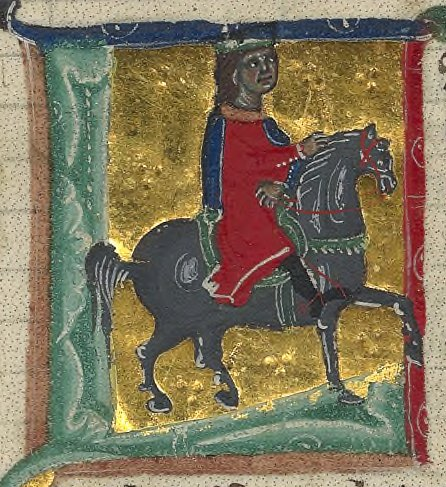
Jaufré Rudel, enluminure du XIIIe siècle.

L'histoire s'inspire de l'amour courtois, ou fin'amor, présent dans la littérature du Moyen Âge, désignant un amour profond, prude et désintéressé, qui trouve sa valeur dans l'exagération des sentiments entre un troubadour et sa dame, aussi bien dans le malheur que dans la joie. Inspirés par la chanson de geste, ces poèmes retrouvent une certaine vigueur dans le second âge féodal. Le récit du livret est basé sur l'œuvre et la vie du troubadour Jaufré Rudel, né en 1125 et mort vers 1148, qui rejoint les croisades en Orient, et dont la légende décrit son voyage pour rejoindre une dame de Tripoli au Liban, qu'il connaît via les récits des pèlerins d'Antioche et pour qui il écrit plusieurs chansons et meurt en la rencontrant. Le texte de L'Amour de loin s'inspire notamment de La vida breve, poème sur la vie du troubadour écrit un siècle après sa mort par les ménestrels qui ont diffusé sa légende, et qui développe le thème de « l'amour de loin » (« l'amor de lonh ») dans ses chansons, en particulier le chant Langan li jorn son long en mai. Des extraits du poème se retrouvent dans le livret à trois reprises : le chant V « Ja mais d'amor no-m gauzirai » dans l'acte II ; « Ben tenc lo Seignor per verai » ; « Ver ditz qui m'appela lechai » dans la scène 2 de l'acte III.
Dans L'Amour de loin, le personnage de Clémence, comtesse de Tripoli et vraisemblablement Hodierne de Jérusalem, devait originellement s'appeler Melisende — le prénom de sa fille —, mais la compositrice décide de le changer pour ne pas renvoyer trop explicitement au personnage de l'opéra de Debussy. Clémence est originaire de Toulouse, qui avait alors le contrôle du comté de Tripoli, après y avoir vécu plusieurs années et qui songeait au retour dans son pays lointain. Le troubadour, dans sa recherche de l'amour idéal, rêve une femme que lui décrit finalement Pèlerin, et qui correspondrait à celui-ci : cette Clémence de Tripoli serait « belle sans l'arrogance de la beauté ; noble sans l'arrogance de la noblesse ; pieuse sans l'arrogance de la piété ». En effet, le personnage de Pèlerin fait l'aller-retour entre les deux côtes où vivent Jaufré Rudel et la comtesse : quand il rapporte à Clémence que le troubadour chante son amour, celle-ci est d'abord désemparée puis se laisse finalement charmer. L'annonce de ce fait au prince de Blaye par Pèlerin, une fois de retour en Aquitaine, fait douter ce premier de son envie de la rencontrer, avant de décider d'entamer la traversée qui le fera finalement mourir.

### Rôles
| Rôles                                       | Tessiture     | Créateur       | Reprise à Paris, 2001 | Reprise en Finlande, 2004 | Production au Met, 2016 |
| ------------------------------------------- | ------------- | -------------- | --------------------- | ------------------------- | ----------------------- |
| Clémence, comtesse de Tripoli               | soprano       | Dawn Upshaw    | Dawn Upshaw           | Dawn Upshaw               | Susanna Phillips (en)   |
| Jaufré Rudel, prince de Blaye et troubadour | baryton       | Dwayne Croft   | Gerald Finley         | Gerald Finley             | Eric Owens (en)         |
| Pèlerin                                     | mezzo-soprano | Dagmar Pecková | Lilli Paasikivi (fi)  | Monica Groop (en)         | Tamara Mumford (ru)     |

Deux chœurs complètent la partition : les compagnons de Jaufré Rudel (basses et barytons) et les tripolitaines qui accompagnent Clémence (soprani et contralti).

### Instrumentation
L'instrumentation de L'Amour de loin comprend les instruments suivants :
- voix du chœur mixte : huit sopranos, huit contraltos, huit ténors, huit basses ;
- bois : quatre flûtes, trois hautbois, trois clarinettes, trois bassons ;
- cuivres : quatre cors, trois trompettes, trois trombones, un tuba ;
- percussions : quatre percussionnistes, timbales ;
- cordes : une harpe, un piano, quatorze violons I, douze violons II, dix altos, huit violoncelles et six contrebasses.

## Argument

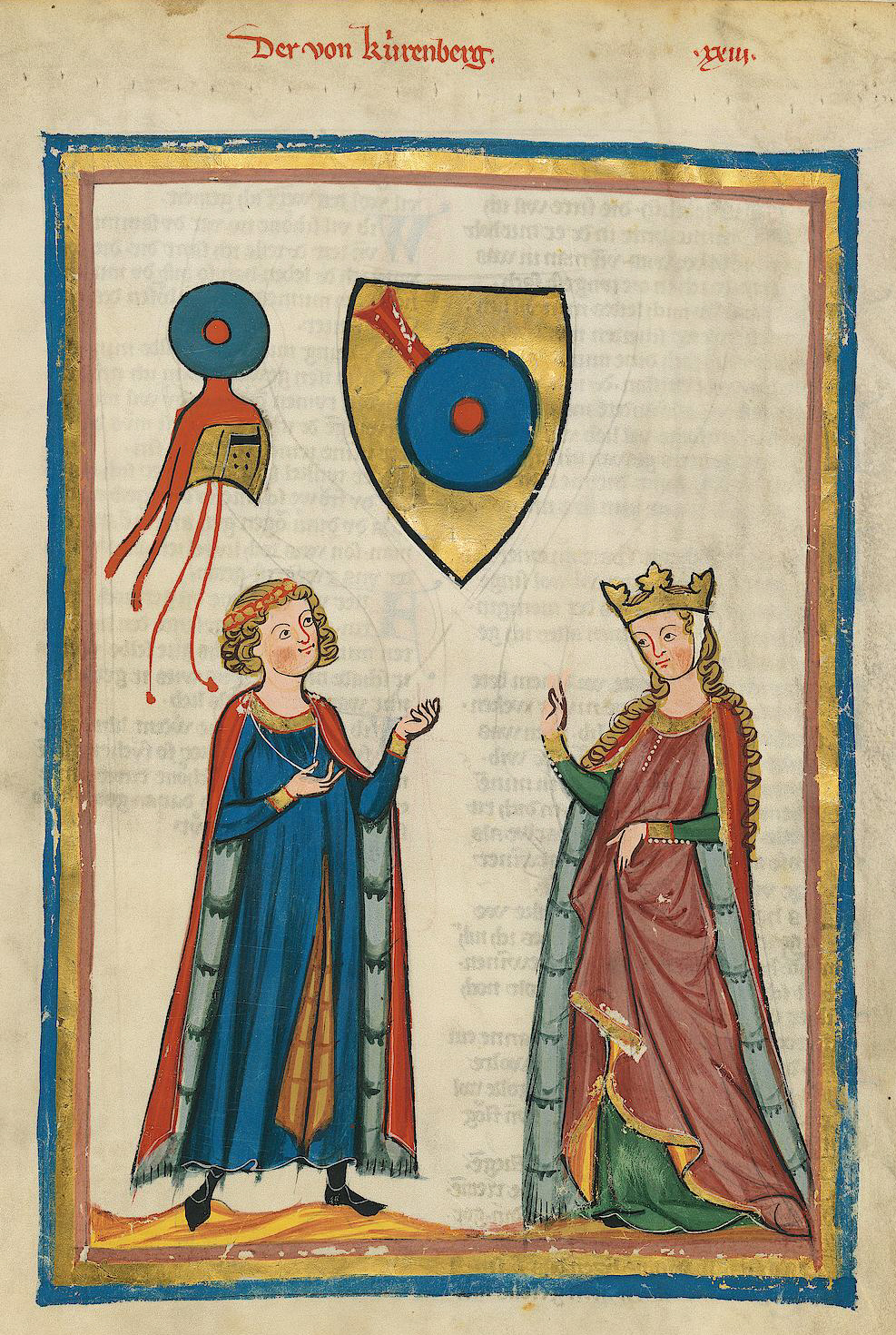
L'amour courtois (illustration du XIVe siècle du poète allemand dans le codex Manesse).

L'action se déroule au XIIe siècle en Aquitaine, puis en mer Méditerranée et enfin à Tripoli,.

### Acte I
Jaufré Rudel, fatigué des turpitudes des hommes de son rang, rêve d'un amour différent, distant et idéal. Il chante son regret de ne pas connaître le vrai amour. Ses compagnons lui reprochent son changement et se moquent de lui, lui disant que la femme pour qui il chante n'existe pas (« J'ai appris à parler du bonheur »). Un pèlerin arrive depuis l'autre côté de la mer et affirme qu'un tel amour est possible, qu'il l'a rencontré en la personne d'une femme nommée Clémence (« Peut-être bien qu'elle n'existe pas »). Dès lors, le troubadour tombe amoureux et ne pense plus qu'à elle. Il demande à Pèlerin de lui décrire cette femme mais ne souhaite pas qu'il lui dévoile son identité et son amour pour elle (« Qu'as-tu fait de moi, Pèlerin ? »).

### Acte II
Le pèlerin, après être retourné en Orient est accueilli par Clémence (« Pèlerin, dites-moi ! »). Quand il rencontre la comtesse, il lui confie l'amour qu'un troubadour, prince de Blaye, éprouve pour elle, malgré la distance (« Un homme pense à vous »). Il explique que cet homme l'appelle son « amour de loin », mais Clémence est offensée par cet amour qui n'est pas sollicité (« Rien ne vous oblige à l'aimer »). D'abord troublée par cet aveu, elle se laisse finalement charmer et rêve son arrivée en doutant de la légitimité d'une telle dévotion dans son amour (« Ja mais d'amor »).

### Acte III
Quand le pèlerin est de retour d'Orient, Jaufré Rudel lui demande de tout lui raconter de nouveau sur Clémence (« Pèlerin, pèlerin, dis-moi »). Il répond qu'il a avoué à Clémence l'amour que le troubadour lui portait (« Jaufré, elle sait »). Jaudré Rudel se met en colère lorsqu'il apprend que le pèlerin a brisé l'anonymat de cet amour distant et accuse le jeune homme de l'avoir trahi. Le troubadour décide finalement de partir en mer et d'effectuer la traversée avec le pèlerin pour rejoindre Clémence (« Peut-être ferais-je mieux de m'en aller »). Clémence, de son côté, redoute son arrivée, craignant de souffrir d'un amour impossible (« Ben tenc lo seignor per verai »). Elle désire ne pas souffrir et décide donc de ne pas espérer son arrivée (« Non, par notre seigneur »).

### Acte IV
En mer avec le Pèlerin pendant la traversée, Jaufré Rudel est impatient de rencontrer son amour lointain, bien qu'il appréhende en même temps cette rencontre (« Me croiras-tu, Pèlerin »). Durant la traversée, Jaufré Rudel, pris d'angoisses et en proie à un songe, pense l'apercevoir depuis l'embarcation (« Je l'ai vue, Pèlerin »). Le pèlerin tente de l'apaiser et raconte la difficulté du voyage, qu'il a déjà entrepris de nombreuses fois, et qu'il est très facile de perdre l'esprit face à l'immensité de la mer (« Calme-toi, Jaufré »). Une tempête arrive durant la traversée. Le voyage en mer est rude, ce qui rend Jaufré Rudel malade (« Je devais être l'homme le plus heureux du monde »). Le pèlerin explique que les secrets des hommes se racontent partout et Jaufré Rudel fait part de ses inquiétudes et regrette d'avoir entrepris le voyage. Jaufré Rudel arrive à Tripoli très diminué (« Ces choses se savent, oui »).

### Acte V

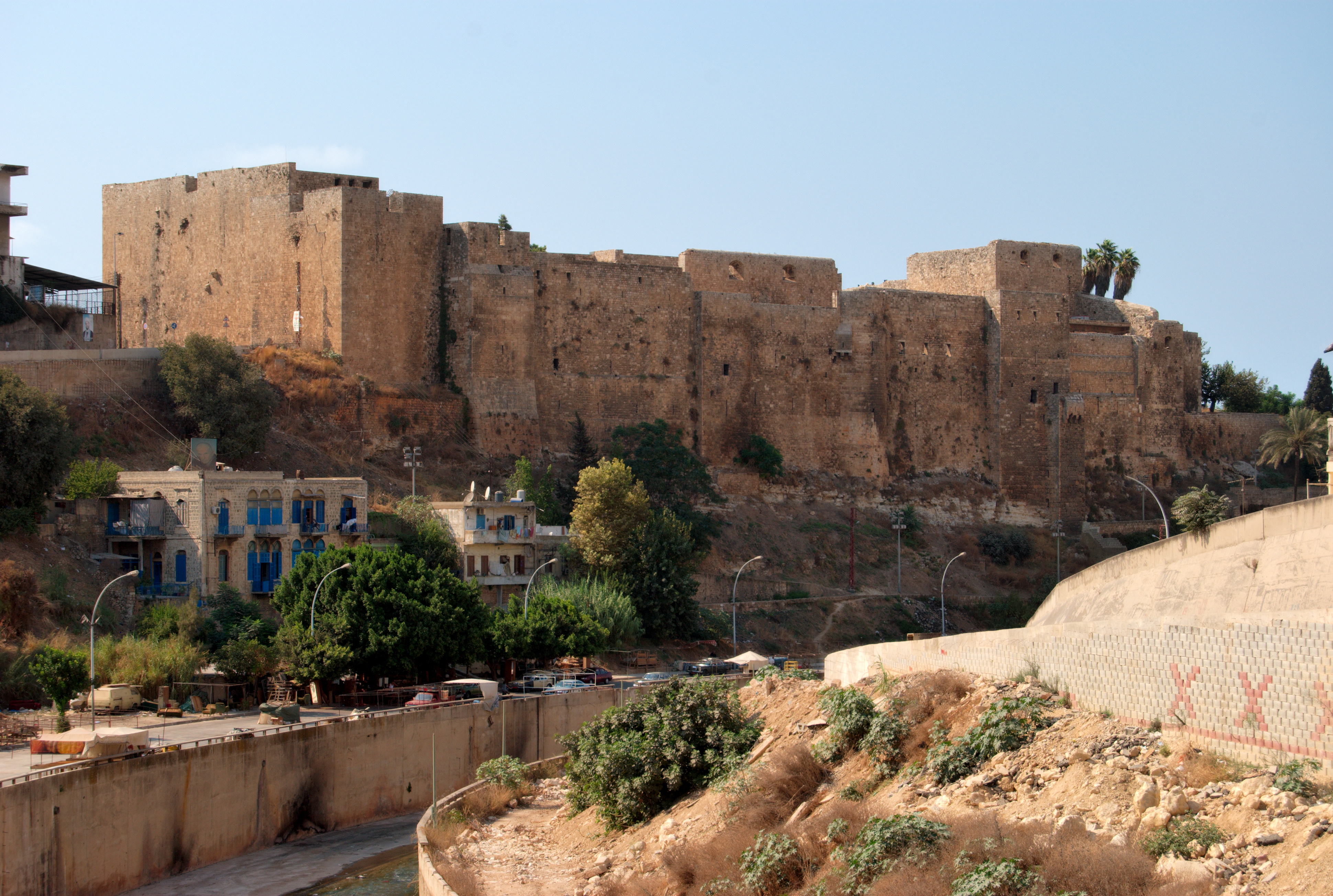
Château Saint-Gilles, fort construit par Raymond de Saint-Gilles, comte de Toulouse, au début du XIIe siècle.

Les tripolitaines annoncent l'arrivée de Jaufré Rudel à Clémence (« Comtesse, regardez »). Pèlerin paraît en premier et s'empresse de prévenir la comtesse de la gravité de l'état dans lequel se trouve le troubadour, qui a traversé la mer pour la rejoindre (« Noble dame, je vous apporte une nouvelle »). Clémence et Jaufré Rudel se rencontrent et ce dernier reprend peu à peu ses esprits en la voyant et lui déclare son amour (« C'est vous, c'est vous »). Clémence regrette de ne pouvoir le connaître mieux (« J'aurais tant voulu »). Les deux se déclarent leur amour et se promettent de s'aimer malgré tout (« Seigneur, si je pouvais rester ainsi »). Clémence prie pour le rétablissement du troubadour mais celui-ci meurt finalement dans ses bras (« J'espère encore, mon Dieu »). La comtesse accuse le paradis et, se sentant responsable de la mort du prince, décide d'entrer au couvent (« J'avais cru en toi »). Clémence prie mais on ne sait pas si ses paroles sont adressées à Dieu ou à son amour perdu (« Si tu t'appelles amour »).

## Analyses critiques

### Musique
Musicalement, la partition est à mi-chemin entre l'opéra romantique et la musique spectrale, dans le style de la compositrice. Décrite comme fantasmagorique, la musique de L'Amour de loin est une longue lamentation, reprenant la manière stylistique de la pédale harmonique du piano : les sons graves sont prolongés auxquels s'incorporent des nouveaux accords, provoquant une sorte d'enveloppement de la musique autour de celui qui écoute, et ainsi d’envoûtement. La spatialisation sonore dans la salle, permise par l'informatique musicale déployée lors du concert, entoure le spectateur, à l'image des émotions des personnages de l'opéra, explorant leurs sentiments intimes tout en étant dirigée vers l'outremer. Lors de la traversée, la musique renforce encore cet aspect de lointain vague, notamment par la vibration des sons et les couleurs produites par l'orchestre, qu'appuie le travail précis autour du timbre. La partition recherche profondément la fusion entre le timbre et l'harmonie, dans le sillage du systématisme de la musique spectrale de Gérard Grisey et Tristan Murail notamment. La compositrice utilise ses moyens à certains moments pour signifier musicalement la scène se déroulant, comme dans l'acte V sur la mer, qui évoque la houle et les vagues, avec un mouvement lancinant du son appuyé par les chœurs et les cuivres notamment,. Les termes de vibrance, de clarté et de miroitement ressortent en général dans les qualités de la musique. Shirley Fleming (en) du Musical America (en), à la suite de la création américaine de 2002, décrit la musique de Kaija Saariaho, à l'ambiance fantasmagorique, comme un « lavis lumineux de couleur irisée ».

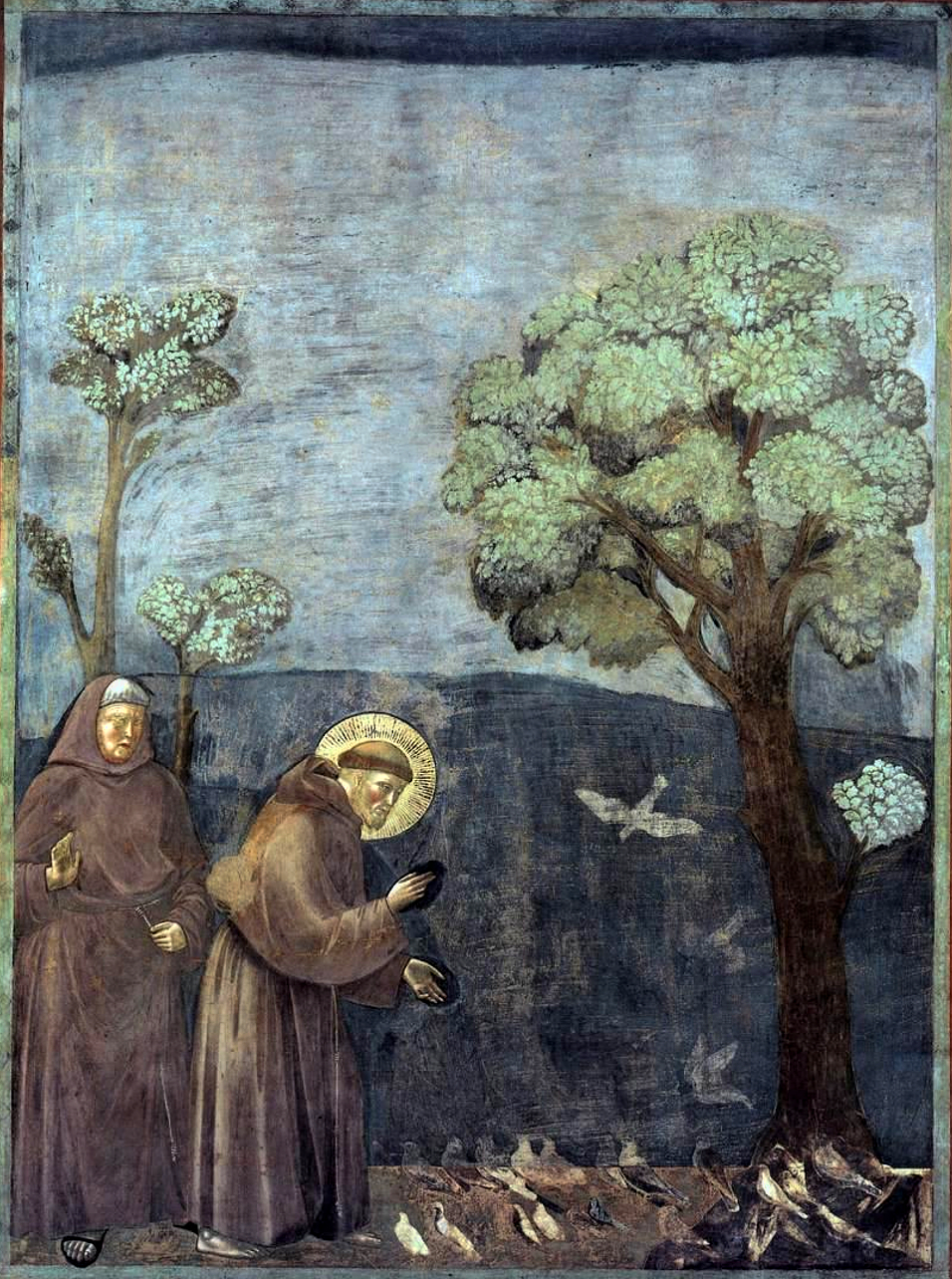
François d'Assise prêchant aux oiseaux (d'après les Fioretti) par Giotto.

En cela, l'orchestration et la partition, au travers de la harpe, du piccolo, des motifs répétitifs et des lenteurs de composition, crée un monde onirique à mi-chemin entre Moyen Âge et Orient, où le temps est à la fois altéré et suspendu. De plus, le chœur mixte représente le monde extérieur qui existe au-delà de la bulle romantique et surréelle des trois personnages. Celui-ci accentue également, intervenant soit comme un personnage soit comme une extension de l'orchestre, l'envoûtement que produit la musique sur l'ensemble de l'action. L'écriture vocale de la partition est également par endroit influencée par le mélisme, figure mélodique traditionnelle que l'on retrouve entre autres dans la musique indienne, notamment celle de la chanteuse Lakshmi Shankar qui inspire la compositrice. La critique repère par ailleurs que l'aspect mélodique de la partition est simplifié au profit de l'aspect fantasmagorique que la compositrice donne à l'orchestre, et que l'inspiration vocale de l'opéra se trouve en particulier dans le Pelléas et Mélisande de Claude Debussy. Enfin, L'Amour de loin est proche de la tradition européenne d'un opéra spirituel, à la manière de ce dernier et de Saint François d'Assise d'Olivier Messiaen.

### Texte
La construction du livret se base sur l'opposition entre différents duos : le couple amoureux mais distant, la terre et la mer ainsi que la binarité Orient-Occident. Cette dualité met en exergue les tensions qui parcourent les personnages qui émergent du conflit entre désir et peur. La simplicité du récit fait écho à Tristan und Isolde de Richard Wagner : tous deux mettent l'accent sur le développement du caractère des personnages qui résulte en la mort d'un de ceux-ci, l'homme dans chacun d'eux, mais qui aboutit également à une plus grande compréhension de la vie.
En entretien, le librettiste décrit le thème de l'amour de loin développé dans l'ouvrage comme d'un amour courtois, mais futile, d'une figure idéalisée. Il fait un parallèle avec le monde moderne au niveau des relations à distance inventées par la technologie et le virtuel, en ce qu'elles font fantasmer un être imaginaire, lointain. Il précise en disant que : « c'est un opéra qui parle du Moyen Âge, et, par d'autres, c'est aussi un opéra qui parle du monde d'aujourd'hui ». D'une manière générale, L'Amour de loin peut être perçu comme une métaphore sur la nature de l'amour, de l'espoir et des déceptions qui en découlent, et de la multiplicité des relations humaines. Le nombre restreint des personnages, permettant l'exploration de leur intériorité, met en exergue les confrontations de leurs sentiments plutôt que leurs actions, que contrebalancent les chœurs, servant notamment de commentateur.
La brochure de la production au Metropolitan Opera en 2016 insiste également sur la dimension de confrontation et d'échange entre Orient et Occident dans cet opéra. En cela, l'histoire de la traversée pourrait s'apparenter aux Croisades des Européens vers l'est lors du XIIe siècle, en ce qu'elles ont produit de destruction mais aussi de création, dans les échanges culturels qui y eurent lieu. Certains critiques insistent déjà en 2000 sur les relations bipartites que développe le thème de l'opéra, rapprochant le sujet avec les événements politiques de cette période, tels que les conflits persistants autour des notions culturelles d'Est et d'Ouest, faisant en particulier un parallèle avec la situation de l'Autriche depuis le début des années 1990.
Intégrant des passages en langue d'oc, l'ouvrage cherche à se rapprocher de l'époque d'écriture du poème. De plus, certaines prononciations se rapprochent du français parlé aujourd'hui, comme l'omission des « e » finaux des mots (« Un homm' pense à vous »), mais d'autres s'en éloignent pour correspondre davantage à un ancien parler, à l'instar de l'accentuation des premières syllabes des mots (« PAysanne à cœur de PRINcesse »).
La critique salue la qualité de l'ouvrage mais s'interroge notamment sur sa longueur et sur sa conclusion, qui ne se termine pas par la mort de Jaufré Rudel mais sur les considérations spirituelles de Clémence. La simplicité de l'action et des textes permettent de mettre en avant la musique et les contemplations des personnages, qui, par la structure de l'action du livret, se retrouvent souvent seuls sur scène.

## Postérité
L'Amour de loin est salué avec enthousiasme lors de sa création et de ses reprises, apprécié en particulier par la critique, l'opéra est depuis reconnu comme une création majeure,. Il a été joué de nombreuses fois à l'international comme à Paris, Londres, Helsinki et Aspen entre autres. Le succès de l'ouvrage et ses nombreuses reprises propulsent la compositrice sur les scènes européennes et internationales — qui voit ses autres œuvres également jouées les années suivantes —, ce qui la fait surtout connaître à un public plus large, qui n'est plus circonscrit aux auditeurs de musique contemporaine : L'Amour de loin connaît, entre 2004 et 2019, soixante-dix-sept représentations dans douze pays et en vingt saisons lyriques, l'opéra fait l'objet de cinq productions différentes. La compositrice arrange en 2001 une suite depuis l'opéra, Cinq reflets de l'Amour de loin, d'une durée d'environ trente minutes et qui reprend les thèmes majeurs de l’ouvrage, commandée et créée par l'Orchestre philharmonique royal de Stockholm. Christopher Brown écrit une réduction de l'ouvrage pour chant et piano en 2010.

### Nouvelles productions

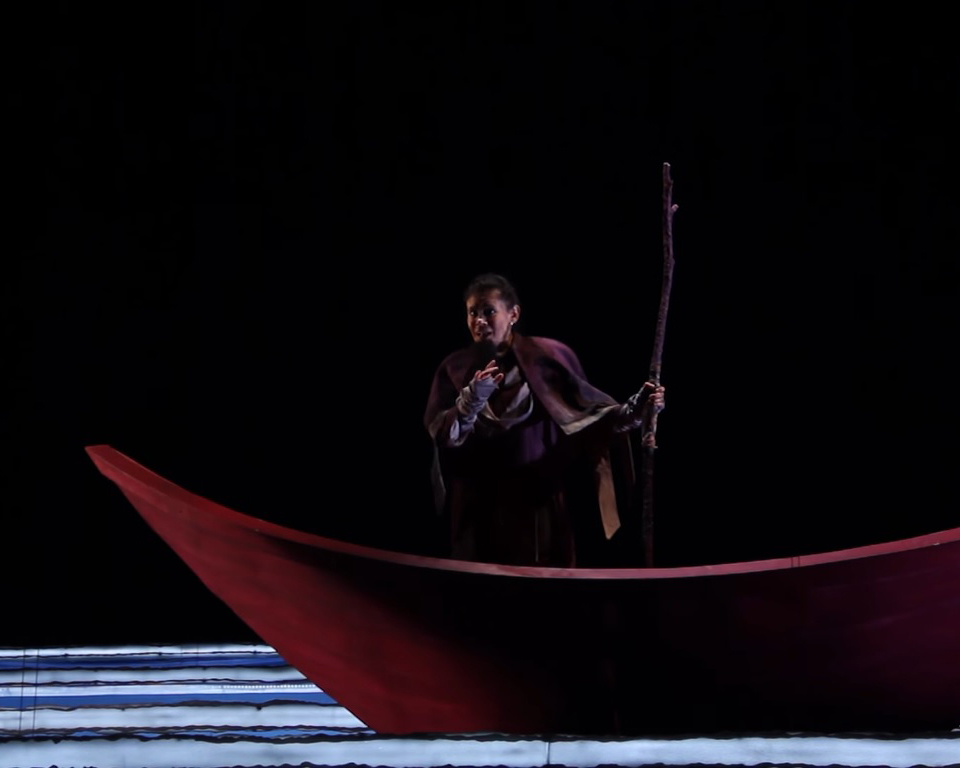
en Pèlerin, dans une mise en scène de Robert Lepage à l'opéra au Mexique puis au Metropolitan Opera de New York.

L'opéra est donné sur scène dès 2003 dans une nouvelle production à Darmstadt en Allemagne puis en version de concert au Barbican Centre de Londres la même année, ainsi qu'à Amsterdam, Bruxelles Strasbourg et Berlin notamment. L'œuvre reçoit le Grawemeyer Award de l'université de Louisville en 2003. En 2011, l'enregistrement avec Kent Nagano avec le Deutsches Symphonie-Orchester Berlin et le Chœur de la radio de Berlin reçoit le Grammy Award du meilleur enregistrement d'opéra. En 2008 est donnée une version de concert à Clermont-Ferrand, dirigée par Jan Latham-Koenig, avec le Young Janácek Philarmonic Orchestra et le chœur du Conservatoire de Strasbourg et la même année une nouvelle production est créée lors du festival international de Bergen (en) en Norvège. Une version traduite en anglais est donnée en 2009 à l'English National Opera dirigée par Edward Gardner dans une mise en scène de Daniele Finzi Pasca, faisant intervenir des circassiens du Cirque du Soleil. En 2012, l'opéra est monté par la Compagnie nationale d'opéra du Canada au Four Seasons Centre (en) de Toronto mis en scène par Daniele Finzi Pasca, constituant ainsi sa huitième production depuis sa création.
L'opéra est de nouveau produit au Grand Théâtre de Québec lors du festival d'opéra de Québec en 2015 pour cinq représentations, dirigées par Ernest Martínez Izquierdo avec l'Orchestre symphonique de Québec et mises en scène par Robert Lepage, avec Erin Wall en Clémence, Phillip Addis en Jaufré Rudel et Tamara Mumford (ru) en Pèlerin. La mise en scène est reprise au Mexique et au Metropolitan Opera, coproducteurs, l'année d'après. Les représentations au Metropolitan Opera de New York débutent le 1er décembre 2016 pour un total de huit séances. L'Amour de Loin est le premier opéra programmé par la salle composé par une femme depuis 1903, qui est alors Der Wald d'Ethel Smyth. Cette production est dirigée par Susanna Mälkki, dans une mise en scène de Robert Lepage, avec Michael Curry (en) aux décors et costumes, Susanna Phillips (en) en Clémence, Eric Owens (en) en Jaufré Rudel et de nouveau Tamara Mumford.
La mise en scène, en collaboration avec Ex Machina, est notée quatrième sur les dix meilleures performances musicales de l'année 2016 par le New York Classical Review. La scène est parcourue de rubans de 28 000 ampoules Led, dont les formes fluctuantes représentent la mer en mouvement, et dont les chœurs apparaissent en émergeant la tête, tout en restant invisibles quand ils symbolisent la conscience des personnages. Jaufré Rudel, associé scéniquement aux couleurs froides et bleutées, et Clémence, entourée de dorés et de rouge, jouent la majeure partie de leur rôle sur une nacelle en mouvement, qui se déplace et qui se relève au gré de l'action. La couleur blanche apparaît en scintillement quand les pensées du troubadour sont tournées vers l'objet de son désir, matérialisant la pureté de l'amour courtois. Les déplacements des personnages et des objets, notamment la barque qui file doucement sur l'eau, sont très lents et souvent statiques.
Cette production est récompensée par le prix Meilleure nouvelle production de l’année de l'International Opera Awards à Londres, et donne également lieu à une captation vidéo, qui est retransmise en décembre de la même année via le dispositif Le Metropolitan Opera : en direct et en HD dans les salles de cinéma.

### Influences

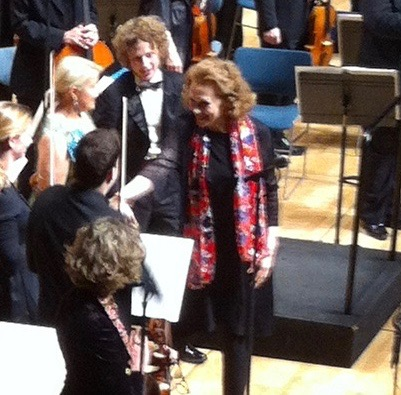
Kaija Saariaho à la Cité de la musique en 2013.

L'Amour de loin a une influence sur les opéras suivants de Kaija Saariaho et joue un rôle crucial dans la composition de ceux-ci. Réjoui du succès de l'opéra, que la compositrice attribue à son travail avec de bons collaborateurs, et bien que la compositrice pensait que L'Amour de loin serait son seul ouvrage du genre, le trio Saariaho-Sellars-Maalouf entame tout de suite la fabrication d'un nouvel opéra pour Gerard Mortier, alors tout juste élu à la direction de l'opéra Bastille : Adriana Mater y est créé en 2006. Ils vont également travailler ensemble sur un oratorio, La Passion de Simone de 2005, ainsi qu'avec le librettiste encore sur son troisième ouvrage, Émilie, de 2009. De plus, le style général de cet opéra déteint sur ceux qu'elle compose par la suite : on retrouve cet aspect notamment dans la forme totale du spectacle artistique et esthétique, avec un important travail d'éclairage faisant également intervenir les technologies multimédias, mais également au niveau du thème du livret, qui met en scène une action peu fournie et excluant les formes d'héroïsmes, préférant plutôt représenter des portraits de femmes traversées par des idéaux.
La musique de L'Amour de loin préfigure également le ton de ses ouvrages : elle représente l’intériorité des personnages, privilégiant l'exploration de leurs pensées et de leurs émotions plutôt que leurs actions, cristallisant leur passion, faisant ainsi émerger des grands thèmes tels que l'amour, la violence, la foi, le pardon, entre autres. Par ailleurs, à la suite des représentations de l'opéra et de l'engouement qu'elles ont suscité, les œuvres de la compositrice, en particulier vocales, sont jouées en premières aux États-Unis.

## Enregistrements
- Deutsche Grammophon (00440 073 4026), 2005, DVD. Avec Gerald Finley et l'orchestre de l'Opéra national de Finlande, mis en scène par Peter Sellars[19].
- Harmonia Mundi (HMC80 1937.38), 2009, 2 CD. Avec Ekaterina Lekhina (ru) en Clémence, Daniel Belcher (en) en Jaufré Rudel et Marie-Ange Todorovitch en Pélerin, dirigé par Kent Nagano avec le Deutsches Symphonie-Orchester Berlin, enregistré en 2006 et 2008[33].
- 2016, capté et retransmis via le dispositif Le Metropolitan Opera : en direct et en HD dans les salles de cinéma[35].

### Partitions et livrets
- Amin Maalouf, L'amour de loin, Grasset, 2001, 96 p. (ISBN 9782246603092, lire en ligne ).
- (en) Chester Music, « Kaija Saariaho, L'Amour de loin - Full Score », (partition), sur Issuu, 24 septembre 2013 (consulté le 4 mars 2023).
- (oc) Lanqand li jorn son lonc en mai  (trad. A. Hettler), 1873  (Wikisource), poème de Jaufré Rudel.
- Jaufré Rudel (trad. Alain Viala), « Amor de lonh (L’Amour de Loin - Jaufré Rudel, vers 1145) », sur La Dimension du sens que nous sommes, 19 juin 2013 (consulté le 4 mars 2023).

### Documents
- (fr + de) Alain Patrick Olivier, « Programme du Festival de Salzbourg 2000 - L’Amour de loin » [[PDF]], sur Centre atlantique de philosophie, 4 octobre 2000 (consulté le 4 mars 2023).
- Alain Patrick Olivier, « L'Amour de loin : la musique, l'Orient et l'essence de l'amour » (conférence), sur HAL, Siracuse, octobre 2016 (consulté le 4 mars 2023).
- (en) Serge Steyer, « Kaija Saariaho ou L'Amour de loin », (documentaire vidéo) , sur Ardèches images, 2001 (consulté le 4 mars 2023).

#### Entretiens
- Sylviane Zehil, « Amin Maalouf : L’Amour de loin, un opéra situé au Moyen Âge aux résonances modernes », (entretien), sur L'Orient-Le Jour, 6 décembre 2016 (consulté le 9 août 2022).
- (en) Michael Cooper, « With 28,000 LEDs, It’s Lights! Lights! Lights! Action! », (entretien avec Robert Lepage), sur The New York Times, 30 novembre 2016 (consulté le 4 mars 2023).
- « L'opéra L'Amour de loin de Robert Lepage en quelques questions », (entretien), sur Société Radio-Canada, 22 juillet 2015 (consulté le 4 mars 2023).

### Ressources
- (en) Liste des représentations sur Operabase [lire en ligne (page consultée le 04/03/2023)] .

- (en) Site officiel
- Ressources relatives à la musique :   - BRAHMS
  - MusicBrainz (œuvres)
  - Muziekweb
- Notices d'autorité :   - VIAF
  - BnF (données)
  - LCCN
  - GND
  - Pologne
  - NUKAT
  - Tchéquie
  - WorldCat